# Luteiniserande hormon

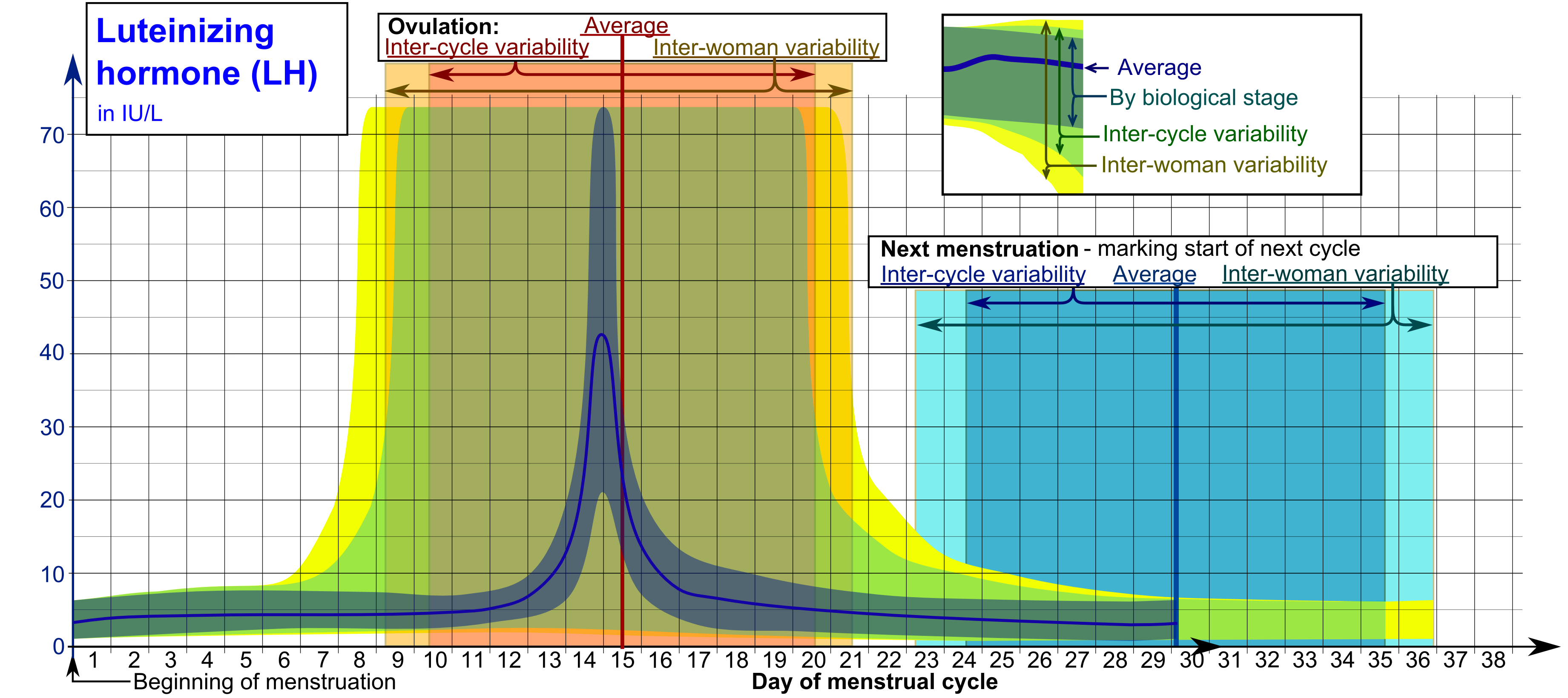
LH ökar hastigt och betydligt vid ägglossning hos fertila kvinnor, för att under resten av menstruationscykeln ha konstant låga nivåer.

Luteiniserande hormon, LH, är ett gonadotropin som bildas i hypofysens framlob. 
LH utsöndras som svar på att hypotalamus frisätter gonadotropinfrisättande hormon. Hos kvinnor inducerar LH ägglossningen och underhåller funktionen hos gulkroppen. Hos mannen stimulerar det testiklarnas produktion av testosteron. 
För låga nivåer LH kallas hypogonadotropism.